# Salam Ouessant (roman)
Pour les articles homonymes, voir Salam Ouessant.
Salam Ouessant est un roman autobiographique d'Azouz Begag (éditions Albin Michel, 2012 - éditions Sedia, 2012 pour l'Algérie).